# 関ケ原町立関ケ原小学校松尾分校
関ケ原町立関ケ原小学校松尾分校（せきがはらちょうりつ　せきがはらしょうがっこう　まつおぶんこう）は、かつて岐阜県不破郡関ケ原町に存在した公立小学校の分校

## 概要
- 関ケ原町立関ケ原小学校（当時。1978年関ケ原南小学校に改称し、2009年に統合され関ケ原小学校の新設により廃校）の分校であり、松尾、藤下、山中地区の1～3年の児童が通学していた。

## 沿革
- 1873年（明治6年）5月22日 - 松尾村、藤下村、山中村が共同で貫通学校を開校。
- 1881年（明治14年） - 校舎を新築する。
- 1886年（明治19年） - 公立関ケ原小学校に統合され廃校。
- 1888年（明治21年） - 関ケ原尋常小学校から松尾尋常小学校として独立する。
- 1890年（明治23年） - 松尾尋常小学校に不破郡立高等小学校[注釈 1]松尾分教場を設置する。
- 1891年（明治24年） - 松尾尋常小学校の不破郡立高等小学校松尾分教場が関ケ原尋常小学校に移転する。
- 1897年（明治30年） -
  - 関ケ原村、松尾村、藤下村、山中村、及び相川村の一部（野上）が合併し、関原村となる。
  - 関ケ原尋常高等小学校に統合され、関ケ原尋常小学校松尾分教場となる。尋常科1～3年の児童が通学。
- 1928年（昭和3年） - 関原村が町制施行し、関ケ原町となる。
- 1941年（昭和16年）4月1日 - 関ケ原国民学校松尾分教場に改称する。
- 1945年（昭和20年） - 関ケ原国民学校の本校での授業を中止。疎開分散授業となり、松尾分教場も疎開分散授業の受け入れ先となる。
- 1947年（昭和22年）4月1日 - 関ケ原町立関ケ原小学校松尾分校に改称する。
- 1961年（昭和36年）3月 - 廃止。